# Jesper Florén
Hans Jesper Florén (Örebro, 11 settembre 1990) è un ex calciatore svedese, di ruolo centrocampista.

## Carriera
Florén comincio la sua carriera nelle giovanili del Forward, che lo selezionò nel 2004. Nel 2006 viene ceduto all'Ajax, che lo trattiene nelle sue giovanili fino al luglio del 2008, quando firma un contratto con l'Elfsborg. Nel 2010 va in prestito al GAIS, società che due anni dopo lo acquista a titolo definitivo. Al termine del campionato 2013 diventa svincolato, accordandosi poi con il Gefle a parametro zero con cui giocherà cinque campionati, rispettivamente tre in Allsvenskan e due in Superettan. Nonostante la retrocessione del Gefle in terza serie, Florén è comunque rimasto a giocare in seconda serie firmando a parametro zero con il Västerås SK, rimanendovi per due anni.